# Ectasiocnemis contorta
Ectasiocnemis contorta is een keversoort uit de familie bloemspartelkevers (Scraptiidae). De wetenschappelijke naam van de soort is voor het eerst geldig gepubliceerd in 1983 door Batten.